# Shining Hearts: Shiawase no Pan
Shining Hearts: Shiawase no Pan (シャイニング・ハーツ ～幸せのパン～) es un anime de 12 episodios, escrito y dirigido por Itsuro Kawasaki y producido por Production I.Gy Sega. Se emitió por primera vez el 13 de abril de 2012 en Japón. Cuenta con diseños de personajes de Keita Matsumoto, dirección de sonido de Yukio Nagasaki y la música quedó a cargo de Hiroki Kikuta (conocido por su trabajo en Secret of Mana y Koudelka).

## Argumento
La historia se desarrolla en una isla llamada Wyndaria, lugar donde conviven varias razas como hombres bestias, elfos y humanos. Un niño llamado Rick llegó a la isla sufriendo de pérdida de memoria y fue rescatado por tres chicas: Neris, Amyl y Ayri, con quienes termina trabajando en una panadería llamada Le Coeur. 
Una noche en que la luna roja se elevó al cielo, sopló una fuerte tormenta en la isla. Al día siguiente Rick, Neris, Amyl y Ayri, se encontraron a una misteriosa chica inconsciente en la costa a quien inmediatamente auxiliaron. La chica se llama Kaguya, tiene un collar de colores, pero no recuerda nada de ella misma ni del collar. La situación se complica cuando un barco no identificado es avistado frente a la costa de la isla y, por alguna razón, el collar de Kaguya comienza a brillar. 

## Personajes
Algunos de los personajes del anime:
- Rick  (リック Rikku?): 16 años de edad. Llegó a Wyndaria como vagabundo y gracias a Amyl, comenzó a trabajar como manadero en la panadería Le Coeur. Es interpretado por el seiyū Hiroshi Kamiya.

- Amyl  (アミル Amiru?): 15 años de edad.  Es una de las chicas de la firma de la panadería Le Coeur, se encarga de hacer pan con Rick en la cocina. Su seiyū es Kanae Itō.

- Neris  (ネリス Nerisu?).: 16 años de edad. También es una de las chicas de la panadería Le Coeur, ella se encarga principalmente del servicio al cliente y la contabilidad en las tiendas. Es considerada la hermana mayor de Amyl y Ayri. Seiyū: Mai Aizawa.

- Ayri  (エアリィ Earii?): 15 años de edad, es la tercera de las chicas de la panadería, se encarga de las entregas fuera de la tienda. Interpretada por la seiyū Eori Mikami (三上枝織?).

- Ranah (ラナ·エルウィン·シルフィス Rana Eruwin Shirufisu?): Es una chica élfica de 118 años de edad que vive en un bosque élfico. Es interpretada por Ryō Hirohashi.
- Kahuya (カグヤ Kaguya?): Chica humana misteriosa que, al igual que Rick, llegó a la isla de Wyndaria con sus recuerdos y emociones perdidas. Es interpretada por: Houko Kuwashima

## Curiosidades
- Lin Xiao-Mei es una gata ladrona como Nami, Felicia Hardy y Catwoman.
- El anime está basado en el videojuego Shining Hearts (lanzado para la consola PlayStation Portable en 2010).

## Episodios
| Episodios | Episodios                                                                  | Episodios           |
| Número    | Título                                                                     | Fecha de estreno    |
| --------- | -------------------------------------------------------------------------- | ------------------- |
| 1         | «Welcome to Le Coeur» «ru kūru e yōkoso» (ル・クールへようこそ)            | 12 de abril de 2012 |
| 2         | «The Day of the Storm» «arashi no hi» (嵐の日)                             | 20 de abril de 2012 |
| 3         | «Light Control» «tomoshibi kansei» (灯火管制)                              | 26 de abril de 2012 |
| 4         | «Mechanical Doll» «kikai ningyō» (機械人形)                                | 3 de mayo de 2012   |
| 5         | «Similiar to Melting» «torokeru yōna» (とろけるような)                     | 10 de mayo de 2012  |
| 6         | «Request from the Prince» «ōji kara no irai» (王子からの依頼)              | 17 de mayo de 2012  |
| 7         | «Every Heart» «sorezore no kokoro» (それぞれのココロ)                      | 24 de mayo de 2012  |
| 8         | «Drifting Person» «hyōryūjin» (漂流人)                                     | 31 de mayo de 2012  |
| 9         | «Mysterious Thief Again» «kaitō futatabi» (怪盗再び)                       | 7 de junio de 2012  |
| 10        | «Messenger from Another World» «i sekai kara no shisha» (異世界からの使者) | 14 de junio de 2012 |
| 11        | «Decisive Battle» «kessen» (決戦)                                          | 21 de junio de 2012 |
| 12        | «The Bread of Happiness» «shiawase no pan» (幸せのパン)                    | 28 de junio de 2012 |